# Mnemotechnika
Mnemotechnika, mnemonika (gr. mneme „pamięć”) – ogólna nazwa sposobów ułatwiających zapamiętanie, przechowywanie i przypominanie sobie informacji. 
Do sposobów mnemonicznych należy np. kategoryzacja elementów, czyli uporządkowanie i pogrupowanie ich według pewnych zasad: podobieństwa znaczeniowego czy formalnego, skojarzenie ich z innymi elementami, ułożonymi rytmicznie lub mającymi formę logiczną czy żartobliwą, dzięki czemu łatwo je zapamiętać, stosowanie skrótów werbalnych czy zewnętrznych analogii oraz układu wierszowego. Dzięki mnemotechnikom można znacznie zwiększyć zakres i trwałość pamięci. 

## Historia
Za twórcę mnemoniki uchodzi Symonides z Keos, który jako pierwszy stosował tzw. pałac pamięci. Jednym z najsłynniejszych mnemonistów był rosyjski dziennikarz, Sołomon Szerieszewski, żyjący na przełomie XIX i XX wieku, jednak nie był on osobą stosującą mnemotechnikę na jarmarcznych pokazach – był synestetykiem, ofiarą braku możliwości zapominania. Wśród polskich (lub związanych z Polską) adeptów sztuki pamięci wymienić należy  hiszpańskiego humanistę, Jakuba Publiciusa, franciszkanina Tomasza Murnera, renesansowego poetę Konrada Celtisa, bernardynów z przełomu XV i XVI wieku, m.in. Jana Szklarka (autora pierwszego drukowanego w Polsce podręcznika sztuki pamięci: Opusculum de arte memorativa) oraz Paulina ze Skalbmierza, a ponadto mnemonistów z XIX w.: Antoniego Jaźwińskiego, generała Józefa Bema, Napoleona Feliksa Żabę, Aleksandra Zdanowicza, Stanisława Zarańskiego, Władysława Izyckiego czy Wincentego Dawida.

## Podział  mnemotechnik ze względu na złożoność[7]
1. Mnemonika prosta
  1. Pierwsze litery, np.:
    - symbole kierunków stron świata (North, East, South, West, czytane zgodnie z ruchem wskazówek zegara): Na Ekranie Siedzi Wrona,
    - rodzaje przypadków: Mama Dała Córce Bardzo Niesmaczne Mięso Wołowe,Mama Dała Córce Bułkę Nasmarowaną Masłem Wiejskim. lub Mały Domek Czerwonych Biedronek Nadepnął Małżonek Wawrzonek,
    - kolory tęczy: Czemu Patrzysz Żabo Zielona Na Głupiego Fanfarona,
    - pisownia „rz” (po pierwszych literach piszemy „rz”): Prosiła Babka Tadka, Daj Kawałek Gnatka Wołała Jeszcze Chrzan; Brudny, Powszechny Dom Towarowy, Gdzie Kupić Chcesz Jedzenia Wiele,
    - cyfry rzymskie (50, 100, 500, 1000):
      - Lecą Cegły, Dom Murują.
      - Lubię Ciepły Domek Mamy.

    - nazwy dźwięków odpowiadających liniom pięciolinii (w kluczu wiolinowym od dołu): Ewa Gotuje Herbatę Dla Franka.
    - typ widmowy gwiazd: Oh Be A Fine Girl Kiss Me bądź Och, Bądź Aniołem Fajnego Gatunku, Kochaj Mnie.

  2. Akronimy
    - znaczące: HOMES (ang. domy), Wielkie Jeziora Północnoamerykańskie (Huron, Ontario, Michigan, Erie, Superior (pol. Jezioro Górne)),
    - nieznaczące: MIGOSEPP, gałęzie psychologii (medyczna, indywidualna, genetyczna, ogólna, społeczna, edukacyjna, przemysłowa, prawnicza).

  3. Wierszyki, np.:
    - układ kości nadgarstka: Łódka płynie, księżyc świeci, trójgraniasty groszek leci, na trapezie, trapeziku wisi główka na haczyku.

  4. Układy skojarzeniowe, np.:
    - rok założenia Rzymu: Na siedmiu wzgórzach piętrzy się Rzym (753).

  5. Cyfry reprezentowane przez słowa o określonej liczbie liter, np.:
    - wartość liczby  (3,14159): „Kto z woli i myśli zapragnie Pi spisać cyfry, ten zdoła” lub „Był i jest i długo sławionym ów będzie, który kół obwód średnicą wymierzył” lub „Żąć i orać w dzień zawzięcie”.
2. Mnemonika złożona, wykorzystująca wyobraźnię:
  1.  Pałac pamięci 
  2. Główny System Pamięciowy

## Podział mnemotechnik ze względu na zastosowane mechanizmy poznawcze
Pierwsza grupa odnosi się do teorii podwójnego kodowania Paivio. Polega na wykorzystaniu więcej niż jednego kodu reprezentacji w trakcie zapamiętywania. Ponieważ najczęściej zapamiętujemy materiał werbalny zabiegi mnemoniczne tego typu polegają na łączeniu go z wyobrażeniami wzrokowymi.   
Druga grupa polega na różnych sposobach organizowania informacji. Dzięki nim informacjom początkowo nieuporządkowanym nadawana jest pewna struktura. Techniki z tej grupy wspomagają znalezienie sposobu kategoryzacji albo odwołują się do wcześniej nabytej złożonej wiedzy jako szkieletu do zapamiętywania informacji. Odpowiednie „nałożenie” nowego materiału na już istniejący wspomaga odpamiętanie tego pierwszego. 
Poniżej przedstawiono podział mnemotechnik, jaki podają Strelau (2003) oraz Nęcka, Orzechowski i Szymura (2006). Warto zauważyć, że większość mnemotechnik opiera się o metodę grupowania/kategoryzacji, która sama w sobie też może być mnemotechniką.  

### Przykład mnemotechniki z pierwszej grupy

#### Metoda obrazów interaktywnych
Technika przeznaczona do zapamiętywania luźnej listy słów. Polega na łączeniu niepowiązanych ze sobą elementów za pomocą obrazów, tak aby powstała jakaś spójna historyjka (może być nawet nierealna). Przykładowo ucząc się nazw prawych dopływów Wisły (Soła, Skawa, Raba, Dunajec, Wisłoka…) można sobie wyobrazić, że te trzy pierwsze tańczą razem trojaka a dwie dalsze tango. Lub gdy potrzebujemy zapamiętać następujące słowa: żarówka, sąsiad, traktor, 3 prezenty, bilet lotniczy. 
Pani Mariola poszła do sklepu po żarówkę. Po drodze napotkała swojego sąsiada, który naprawia traktory. Sąsiad bardzo się ucieszył, że ją spotkał bo miał dla niej ważną przesyłkę. Był to list  od cioci ze Stanów Zjednoczonych. Okazało się, że ciocia Pani Marioli właśnie bierze ślub i to 3 raz z rzędu. Pani Mariola bardzo się zmartwiła, bo oznaczało to, że będzie musiała kupić kolejny prezent a na dodatek bilety lotnicze w obie strony.
```
   W praktyce ta metoda ma najlepsze zastosowanie podczas uczenia się słówek języka obcego.
```

### Przykład mnemotechniki z drugiej grupy

#### Metoda „słów-wieszaków”
Polega na użyciu jakiegoś dobrze znanego tekstu jako szkieletu do zapamiętywanej informacji. Można użyć wierszyka, wyliczanki, dziecięcej rymowanki. Powiązania między starym a nowym materiałem dokonuje się za pomocą obrazów interaktywnych.
		Etapy stosowania metody.
1. Etap 1: Stworzenia własnego zestawu wieszaków.
2. Etap 2: Zapamiętanie zestawu.
3. Etap 3: Stosowanie wyobrażeń wzrokowych wieszaków, z uwzględnieniem barwy, szczegółów, dziwaczności, śmieszności wyobrażeń.
4. Etap 4: Ćwiczenie wiązania listy słów z wieszakami za pomocą wyobrażeń wzrokowych; również te wyobrażenia mogą być dziwaczne, śmieszne, ale przede wszystkim powinny być interaktywne.

Przykładowa lista wieszaków.
- - Jeden-jeleń
  - Dwa-drwa
  - Trzy-pchły
  - Cztery-bojery
  - Pięć-pięść
  - Sześć-teść
  - Siedem-krem
  - Osiem-prosię
  - Dziewięć-łabędź
  - Dziesięć-gęś

#### Metoda miejsc
Tutaj należy pałac pamięci (znany też z serialu Sherlock Holmes).
Podobnie jak w metodzie wieszaka nakładamy nowy materiał na stary, znany, ale tym razem dokonujemy skojarzenia z konkretnymi miejscami w przestrzeni. Jest najbardziej skuteczną mnemotechniką.

#### Kategoryzowanie
Technika polegająca na odpowiednim organizowaniu materiału do nauczenia się. Warunkiem jej użycia jest możliwość zastosowania tradycyjnych bądź nietypowych kategorii. Świetnie sprawdza się np. do zapamiętywania listy zakupów.

#### Metoda mapy poznawczej (przez niektórych nie zaliczana do mnemotechnik)

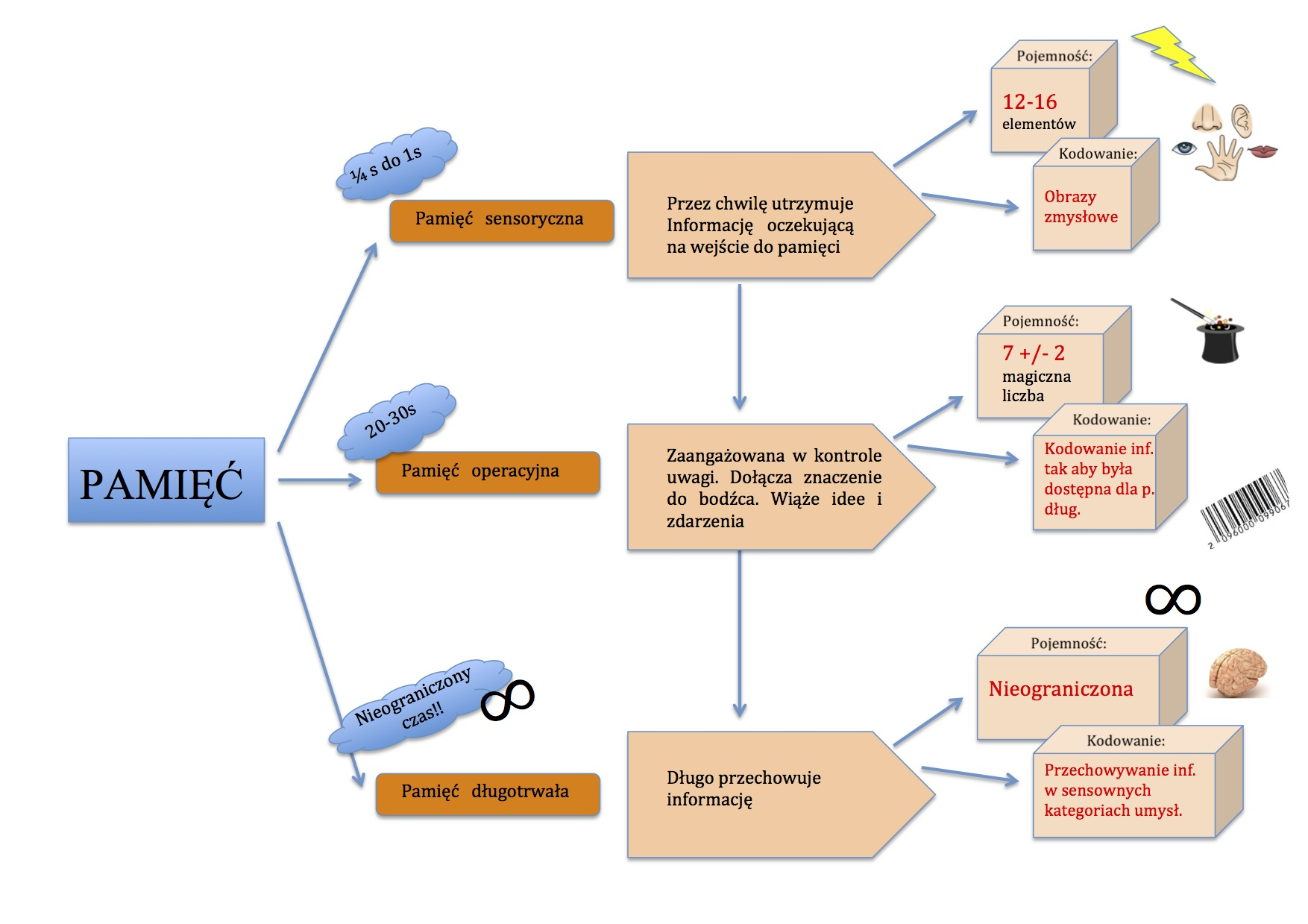
Graficzne przedstawienie mapy poznawczej zastosowanej w celu efektywnej nauki rodzajów pamięci.

Różni się od wyżej opisanych – jest to technika pisemno-graficzna. Polega na hierarchicznym uporządkowaniu informacji za pomocą rysunkowej wizualizacji.  W centralnej części mapy umieszczona powinna zostać najważniejsze hasło danego zagadnienia w postaci słowa klucza lub też jako jego rysunkowa wizualizacja. Od tej części odchodzą gałęzie reprezentujące najbardziej istotne aspekty zagadnienia (które również mogą zostać wzbogacone rysunkiem).